# Giorgio Costantini (musicista)
Giorgio Costantini (Venezia, 16 agosto 1961) è un musicista, compositore e pianista italiano.

## Biografia
La carriera di Giorgio Costantini inizia nei primi anni Ottanta, come accompagnatore alla tastiera di alcuni cantanti nazionali, quali Fiorella Mannoia, Renato Zero e Peppino di Capri.

Nel 1983 fonda la band italo-dance Plustwo insieme a Belen Thomas, Marina Bianchi e Renzo Zulian. Nel novembre 2020, il brano “Melody” dei Plustwo - in una versione reincisa tre decenni dopo l’originale - diventa virale sul social network TikTok ottenendo più di 130 milioni di ascolti. Il brano nella sua nuova versione ha superato diciassette milioni di streaming su Spotify, ed è entrato a dicembre 2020 nelle "Top Viral Chart" di 13 nazioni (prima posizione in Inghilterra e terza posizione negli Stati Uniti).

Negli anni Giorgio Costantini ha prodotto diversi lavori per Belen Thomas, firmando l’arrangiamento dei singoli Survivor (cantato in coppia con Mike Francis) e Panamà, che raggiungono rispettivamente l’ottavo e il sedicesimo posto nella top ten singoli nel 1989.

Tra gli arrangiamenti firmati da Giorgio Costantini:
Io e il Cielo (Giò Chiarello, secondo classificato al Festival di Sanremo 1989 per la sezione "nuove proposte"), 
Strade di Roma (Michele Zarrillo, Festival di Sanremo 1992),
Favola Blues (Peppino di Capri e Pietra Montecorvino, Festival di Sanremo 1992),
Ci vuole k (Concido, Festival di Sanremo 2005 sezione "nuove proposte").

### Collaborazioni televisive in RAI
Giorgio Costantini inizia la sua attività di tastierista come accompagnatore in diversi programmi televisivi della RAI.

Nel 1995 è stato tastierista in "Scommettiamo che...?" su Rai1.

Nel 1996 ha accompagnato Renato Zero al Teatro Sistina, su Rai1.

Nel 1997 è stato tastierista nell'Orchestra della Rai per Sanremo Giovani.

Nel 1998 e 1999 è stato presente al Festival di Sanremo come tastierista dell'Orchestra della Rai.

Nel 1999 e 2001 è tornato al programma "Scommettiamo che...?".

Nel 2005 dirige l’orchestra della Rai in occasione del Festival di Sanremo 2005 per l’esibizione della band Concido di cui è arrangiatore e produttore, in gara nella sezione nuove proposte.

Dal 2003 al 2005 ha fatto parte dei musicisti di "Domenica In" su Rai1, dove ha accompagnato artisti come Lenny Kravitz, Elvis Costello, Gloria Gaynor e Lionel Ritchie.

### Partecipazioni in concerti
Giorgio Costantini ha accompagnato al pianoforte o alle tastiere, dal 1984 al 2009, diversi artisti nei loro concerti live. Tra questi: Fiorella Mannoia, Renato Zero, Michele Zarrillo, Peppino Di Capri, Stefano Zarfati, Tosca e Giovanni Imparato.

Ha altresì collaborato alla programmazione e incisione delle tastiere in alcuni album dei citati artisti.

### Partecipazioni nelle colonne sonore
È stato programmatore alle tastiere nei film:
L'amico d'infanzia di Pupi Avati (1993),
Come due coccodrilli di Giacomo Campiotti (1994).
È stato compositore nei film:
Prigionieri di un incubo di Franco Salvia (2000),
Bimbi neri notti bianche di Giulio Manfredonia (2006),
I Palladiani di Guido Cerasuolo e Andrea Prandstraller (2009).
È stato regista e compositore del video “Flow”, proiettato fuori concorso nel 2016 nell’ambito della 73ª Mostra Internazionale d’arte cinematografica di Venezia e vincitore del Premio Pasinetti nella sezione micrometraggio e cortometraggio.

### Concerti da solista
Nel 2009 si è esibito in concerti dal vivo per pianoforte al National Concert Hall Theatre di Taipei (Taiwan) e poi al Chih-Deh Theatre di Kaohsiung (Taiwan).

### Album da solista
Nel 2009 pubblica l'album strumentale per pianoforte "PianoPianoForte" che riscuote enorme successo, soprattutto in Asia (Cina, Taiwan, Giappone), ma arriva anche ai vertici delle classifiche di USA, Europa e Inghilterra. In Italia entra nella top ten degli album più scaricati in digital download.
Nel 2011 pubblica l'Album “Universound”. Il brano “Alba Mundi” tratto dall’album, è una composizione musicale creata su una sequenza di nove note ottenute dal periodo orbitale dei relativi pianeti del sistema solare (incluso il pianeta nano Plutone).
Nel 2017 pubblica l’album “The Dreamers”.